# إدارة صناعية
الإدارة الصناعية : تهدف إلى تخطيط وتنظيم وتشجيع ورقابة جهود الأفراد داخل المشروع الصناعي للوصول إلى الأهداف المقررة، عن طريق الاستخدام الأمثل لعناصر الإنتاج (المتمثلة في المواد الخام، الآلات، الأيدي العاملة، رأس المال) بأقل التكاليف وبأفضل الإمكانات والوسائل المتاحة.